# Bäckaby kyrka
För kyrkan som brann år 2000, se Bäckaby gamla kyrka.
Bäckaby kyrka är en kyrka i Bäckaby i Växjö stift. Den är församlingskyrka i Lannaskede församling.

## Kyrkobyggnaden
Nuvarande kyrka är enligt en skrift över huvudingången UPPFÖRDT UNDER KONUNG OSKAR II:s REGERING ÅREN 1897–1898. Den byggdes för att ersätta Bäckaby gamla kyrka med anor från 1580-talet. Den äldre kyrkan var uppförd i trä och belägen på gamla kyrkogården öster om den nya kyrkan. Eftersom denna var dels förfallen och dels för liten väcktes under 1800-talet frågan om uppförandet av en helt ny rymlig kyrka. Det blev också kyrkostämmans beslut.  Ritningar utarbetades av arkitekt Carl Möller och för byggnadsarbetet svarade byggmästarna John Lilienberg i Hörby och Anders Sjunesson i Tjörnarp. Kyrkan uppfördes av huggen granit och tegel i nyromansk stil och består av långhus, kor, sakristia, två vapenhus och torn. 
Kyrkobyggnaden är orienterad med koret i norr och tornet i söder. Övre halvan av byggnaden med undantag av tornet är vitkalkad. I övrigt utgörs större delen av fasaden av fogstruken synlig granit. Under takfoten löper en  rundbågefris i tegel. Tegeldekor omramar även fönster, portaler och tornets ljudöppningar. Långhuset är försett med fönster som vart och ett är trekopplade i en romansk rundbåge. Tornbyggnaden är försedd med två mindre sidotorn. Den pyramidformade tornhuven kröns av ett utsirat ringkors med en kyrktupp. Invigningen av den nya kyrkan skedde den 8 oktober 1898 och förrättades av biskop N.J.O.H. Lindström. Under nya kyrkans uppbyggnad användes den gamla kyrkan, men den 1 oktober 1899 hölls den sista gudstjänsten. 1902 nedmonterades den och flyttades till Jönköpings stadspark där den återuppfördes.Kyrkan förstördes vid en anlagd brand år 2000).

## Interiör
Kyrkorummet präglas av ljus och rymd. Över själva långhuset välver sig ett tunnvalv. Koret är avskilt av ett rundbågevalv och upplyst av tre fönster. Altaruppställningen som tillkom samtidigt med kyrkans består av själva altaret och en uppbyggnad med symboliska motiv krönt av ett gyllene kors. Ursprungligen var en stjärnhimmel målad i det välvda kortaket. Två änglar flankerade korbågen. Över bågen stod texten: "Ära vare Gud i höjden". Vid en genomgripande renovering som genomfördes 1950–1951 blev dessa övermålade. Dopfunten i trä vars sexsidiga cuppa  är prydd med förgyllda palmkvistar har sin plats till höger om korbågen. Vid vänstra sidan i kyrkorummets främre del står predikstolen. Korgens fält är prydd med bibelspråk. Bänkinredningen som är öppen har gotikinspirerade spetsgavlar. Fyra bänkdörrar från den gamla kyrkan är uppsatta på södra väggen. Ett krucifix av konstnären Eva Spångberg ingår också i kyrkans interiör. Bland kyrksilvret kan nämnas ett par kandelabrar som är tillverkade på 1840-talet av guldsmeden Gustaf Möllenborg i Stockholm. En vinkanna och oblatask är tillverkade av guldsmeden Allvin i Vetlanda och skänkta till kyrkan 1955.

## Orgeln
- Tidigare användes ett harmonium i kyrkan.
- Den nuvarande orgeln är byggd 1961 av Olof Hammarberg, Hammarbergs orgelbyggeri, Göteborg. Den har 15 stämmor och är mekanisk. Den har ny fasad.

| Manual I      | Manual II           | Pedal       | Koppel |
| Principal 8´  | Rörflöjt 8´         | Subbas 16´  | I/P    |
| Gedakt 8'     | Spetsflöjt 4'       | Borduna 8´  | II/P   |
| Oktava 4'     | Principal 2'        | Koralbas 4´ | II/I   |
| Rörflöjt 4'   | Sesquialtera 2 chor |             |        |
| Gemshorn 2'   | Scarf 2 chor        |             |        |
| Mixtur 3 chor |                     |             |        |
| Regal 8'      |                     |             |        |

## Bilder

### Exteriör

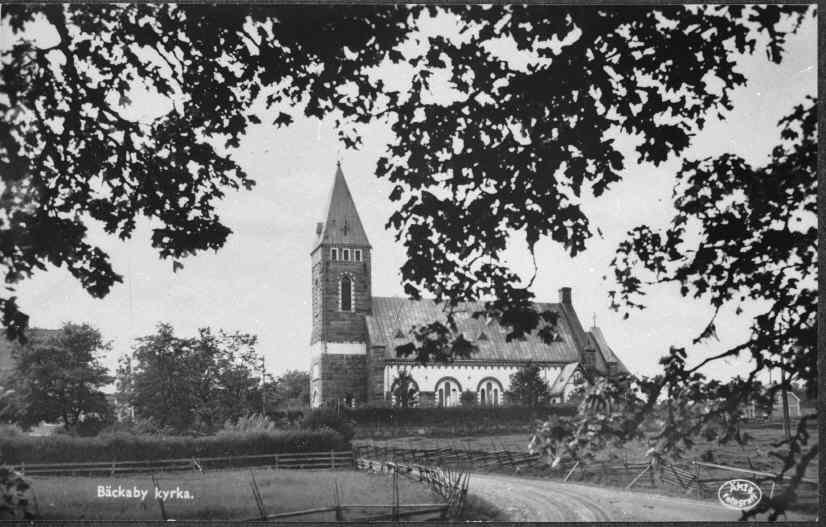
Kyrkan från öster.
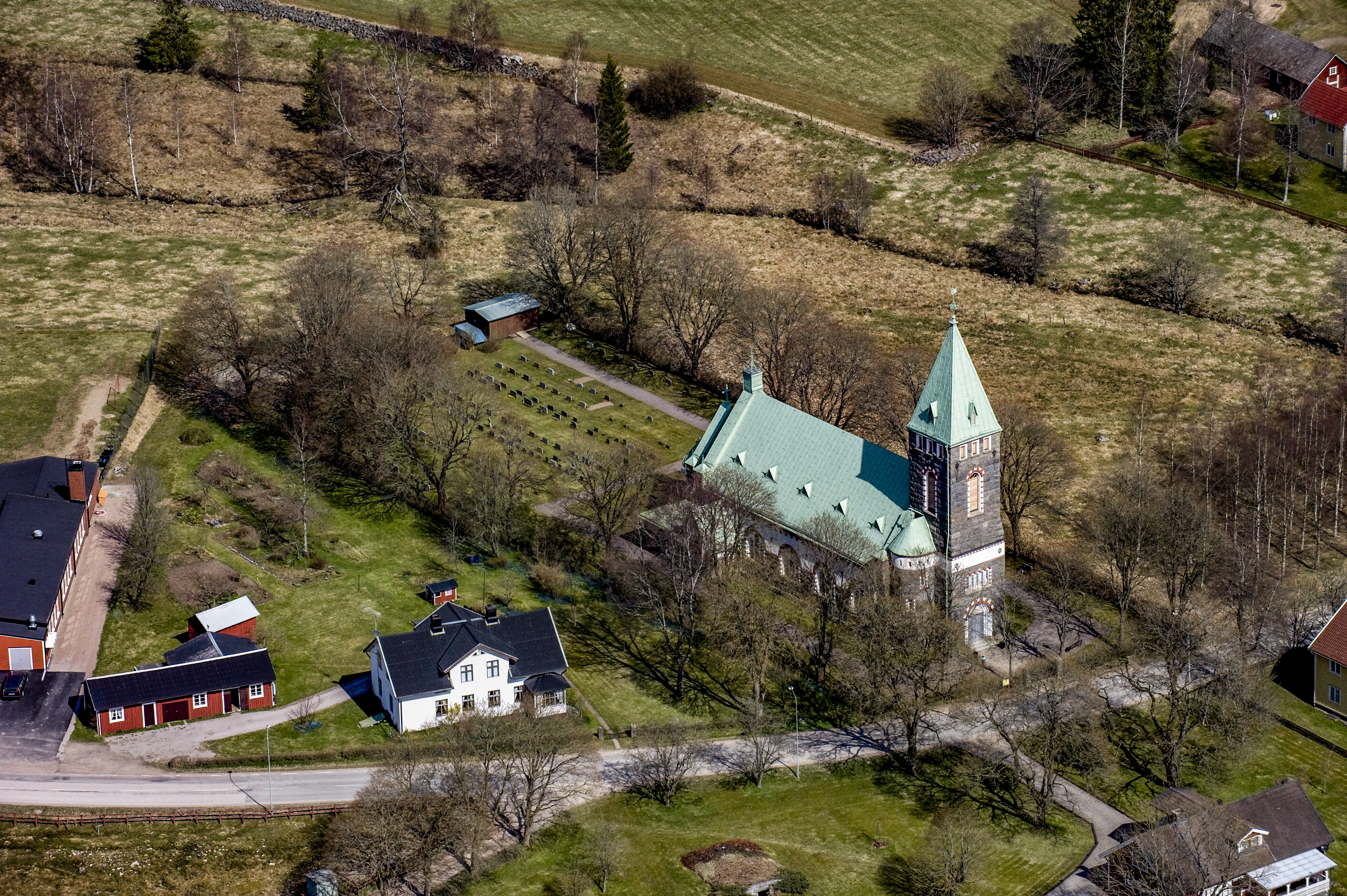
Kyrkan i landskapet.
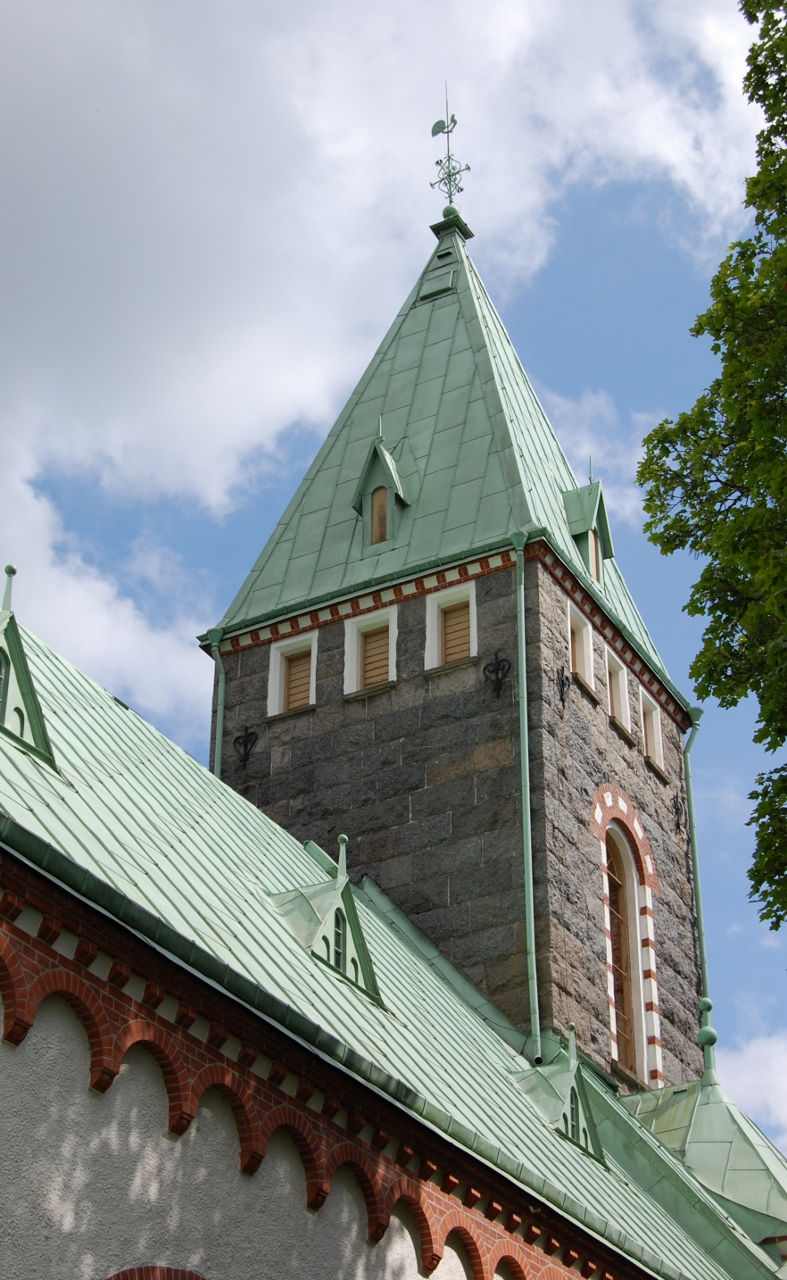
Tornbyggnaden.
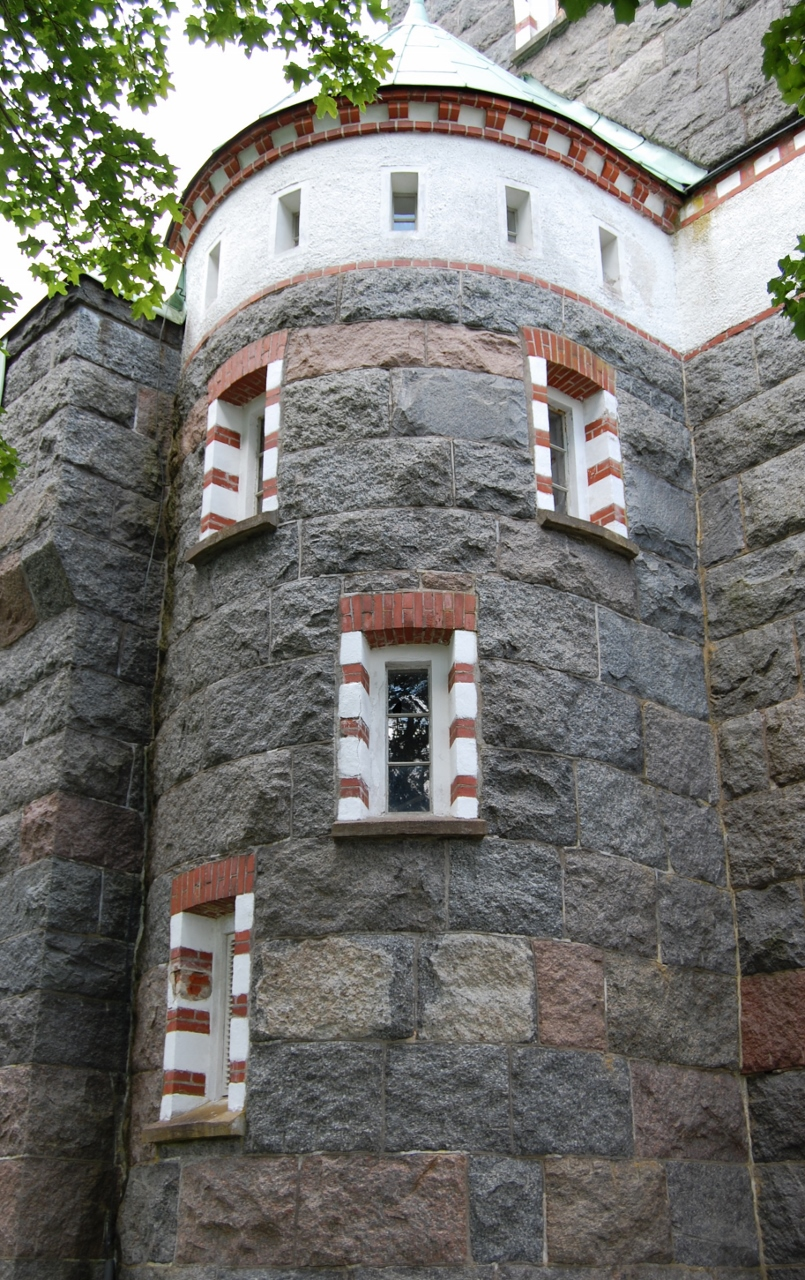
Sidotorn.
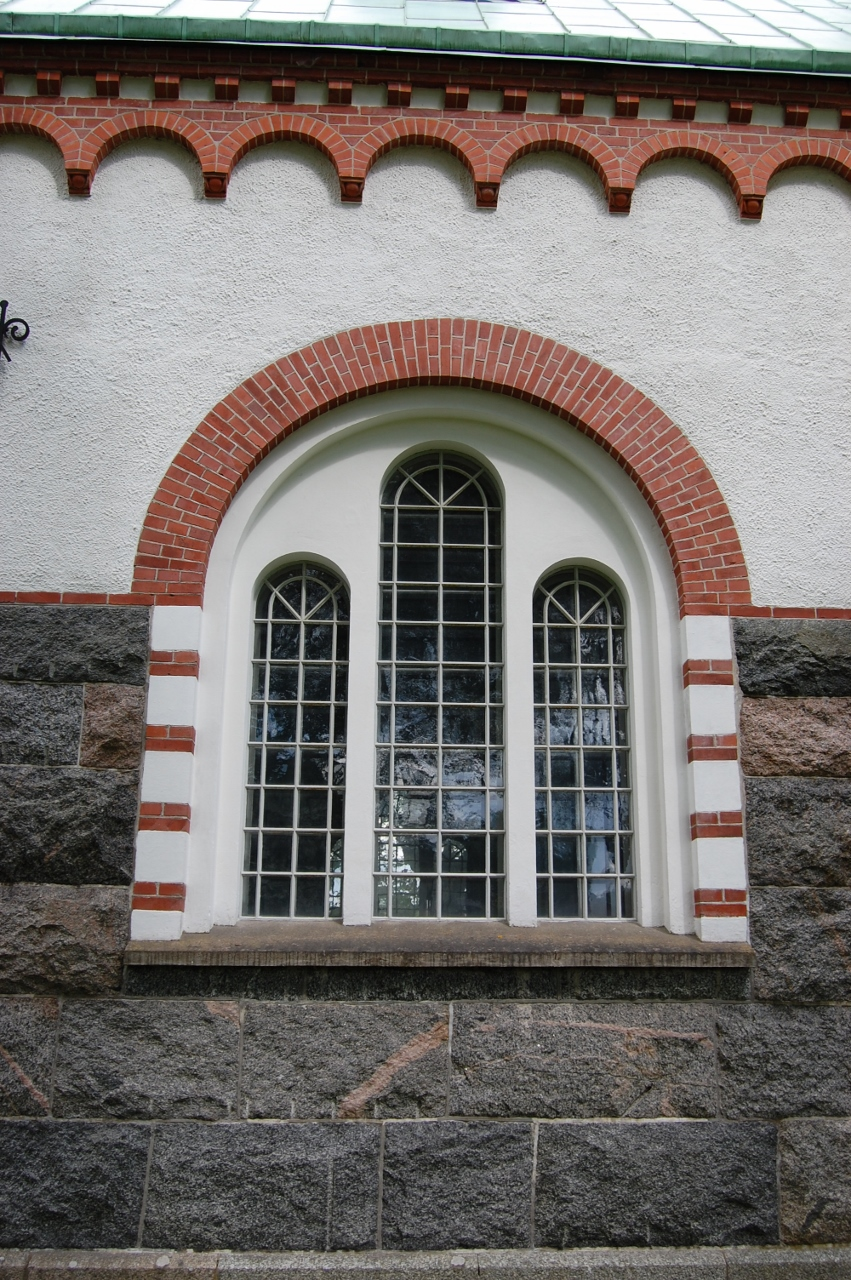
Ett av långhusets trekopplade fönster.
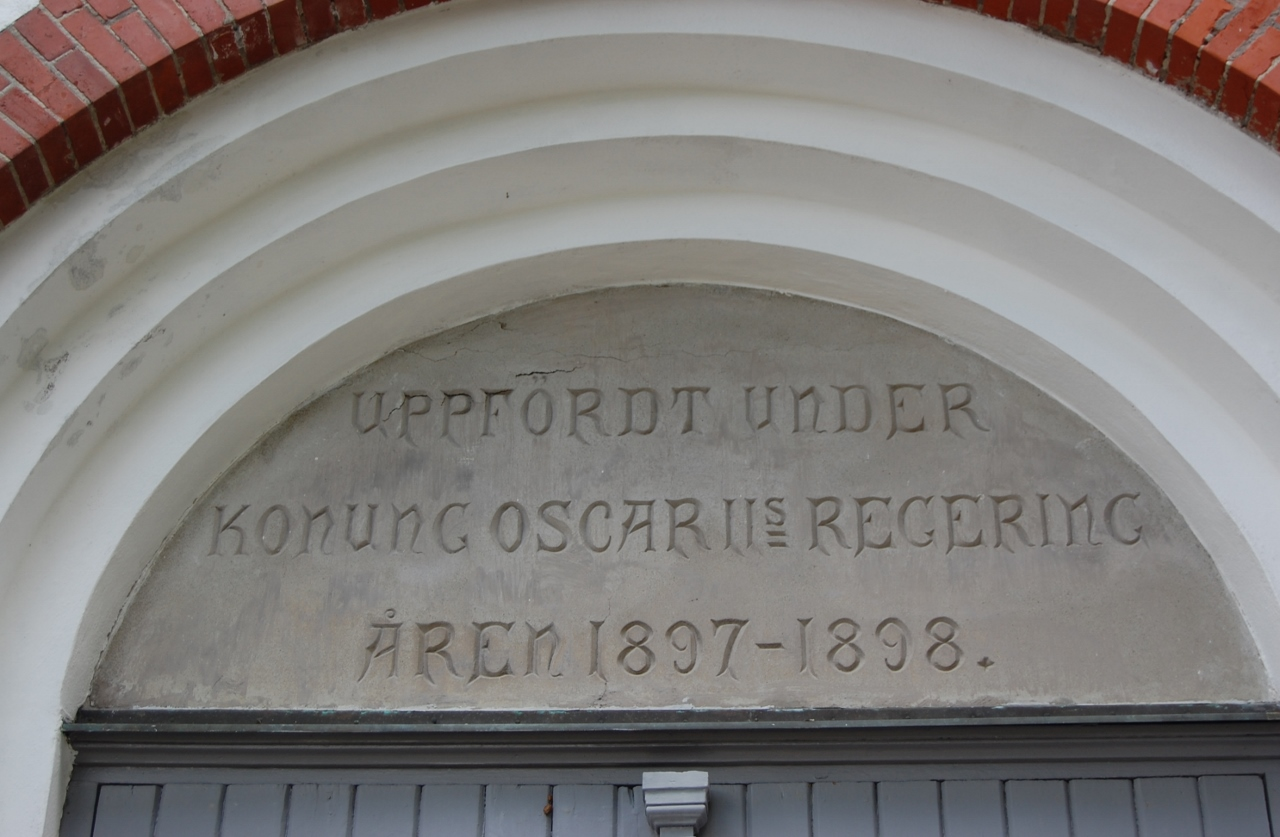
Kyrkans byggnadsår.

### Interiör

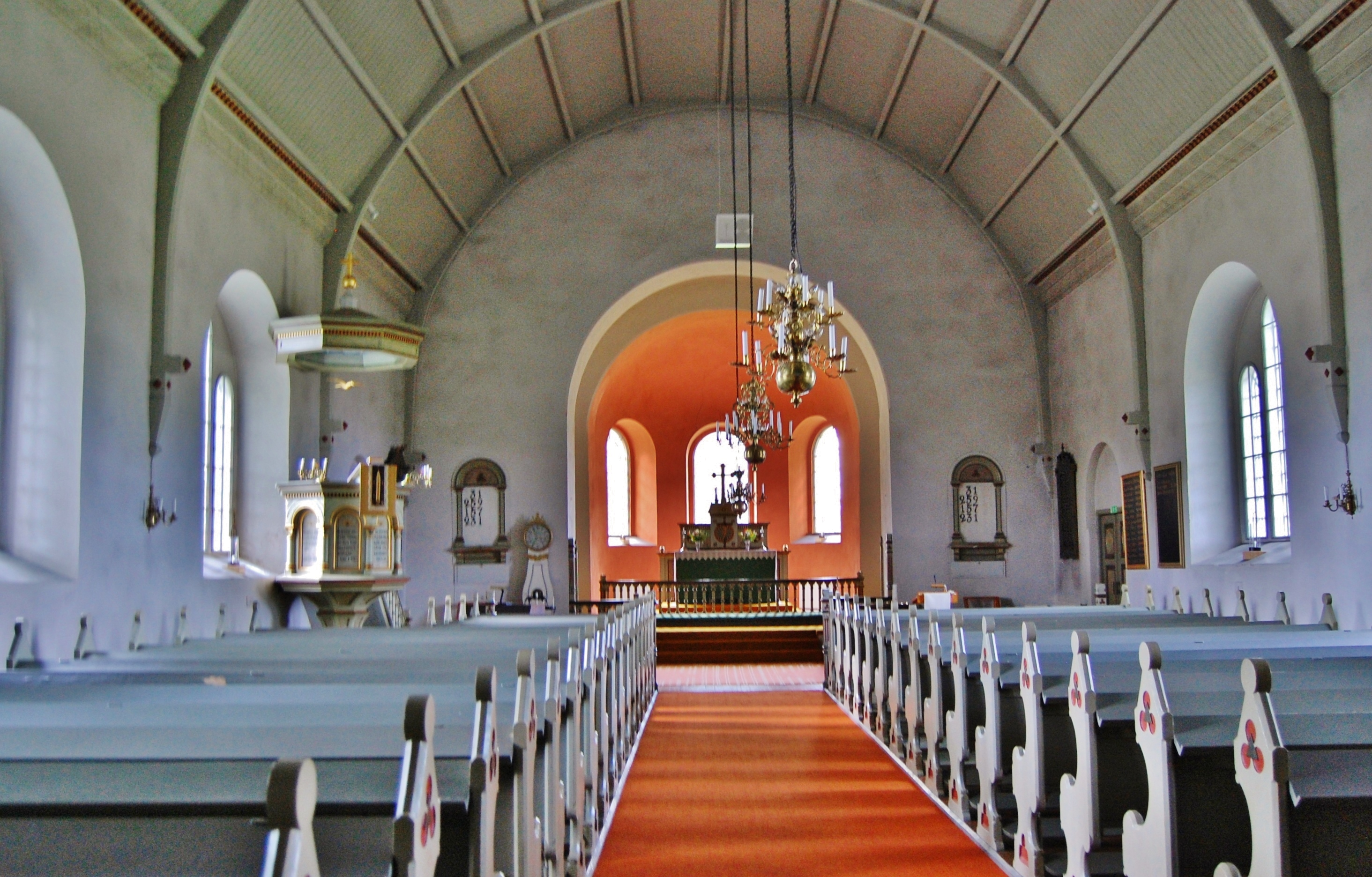
Interiör mot norr.
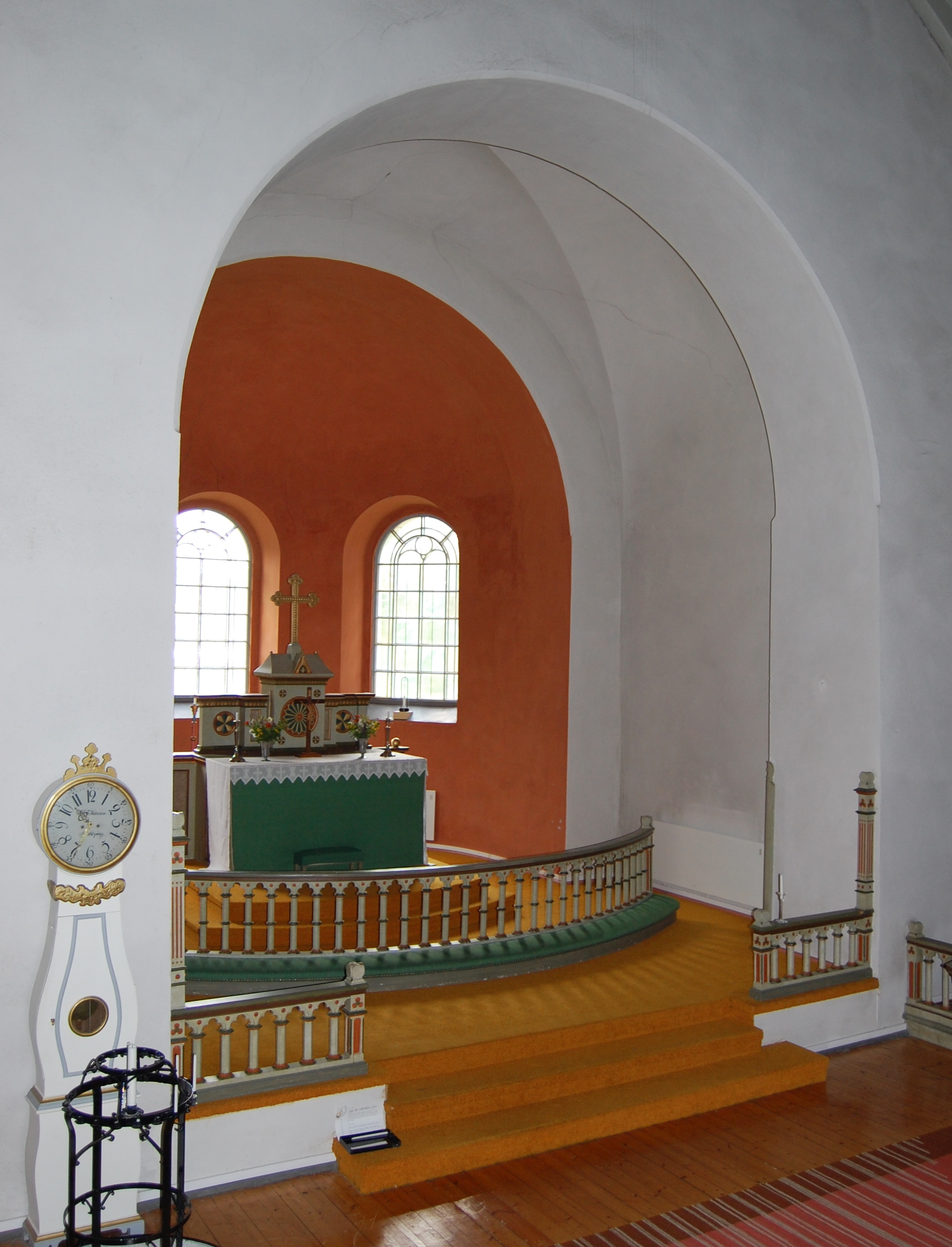
Koret.
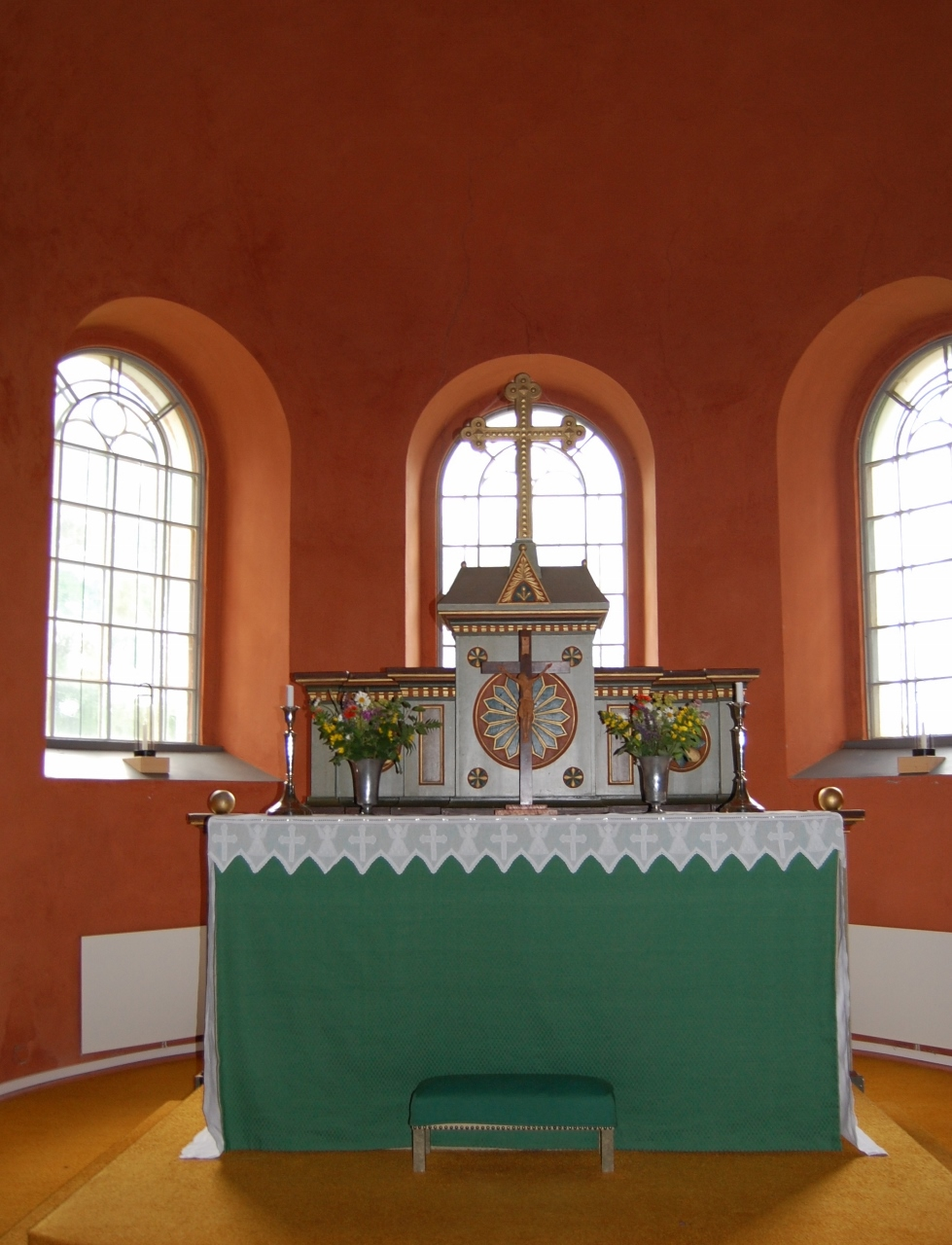
Altaret.
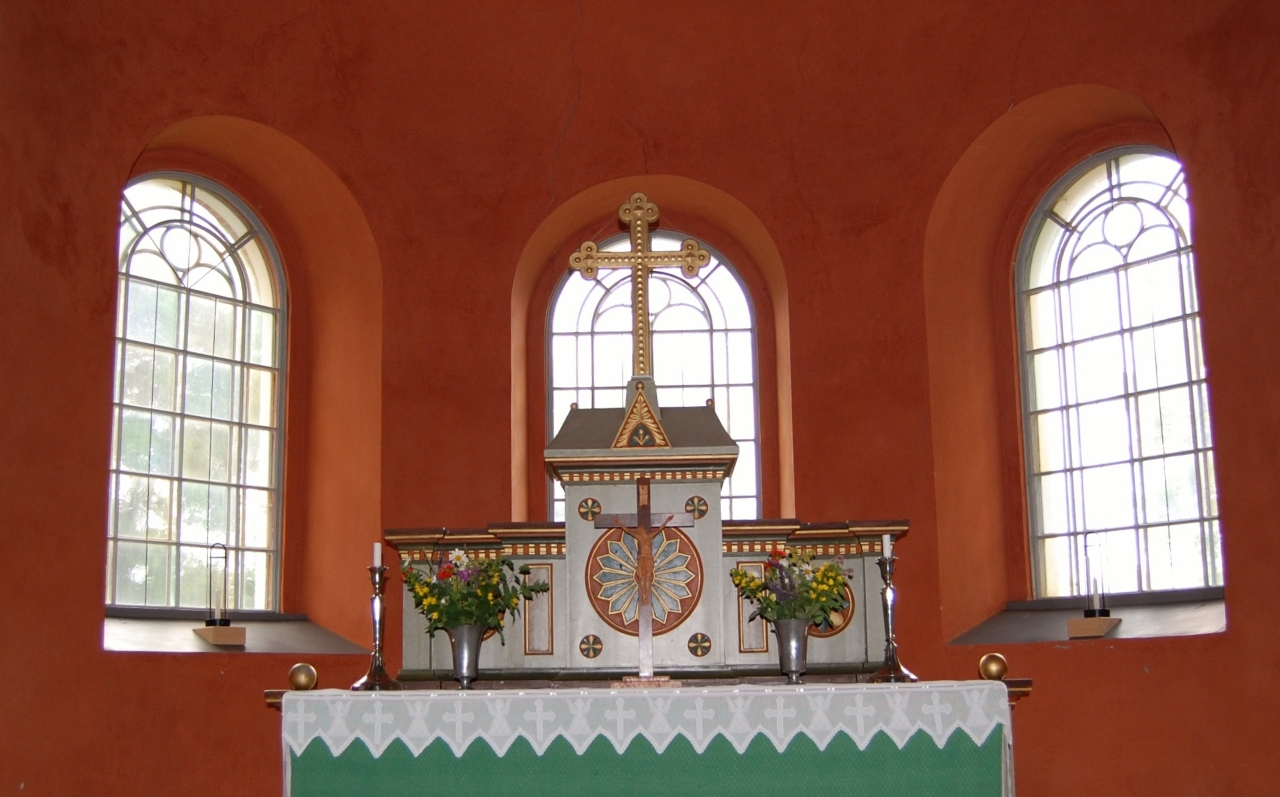
Altarupställningen.
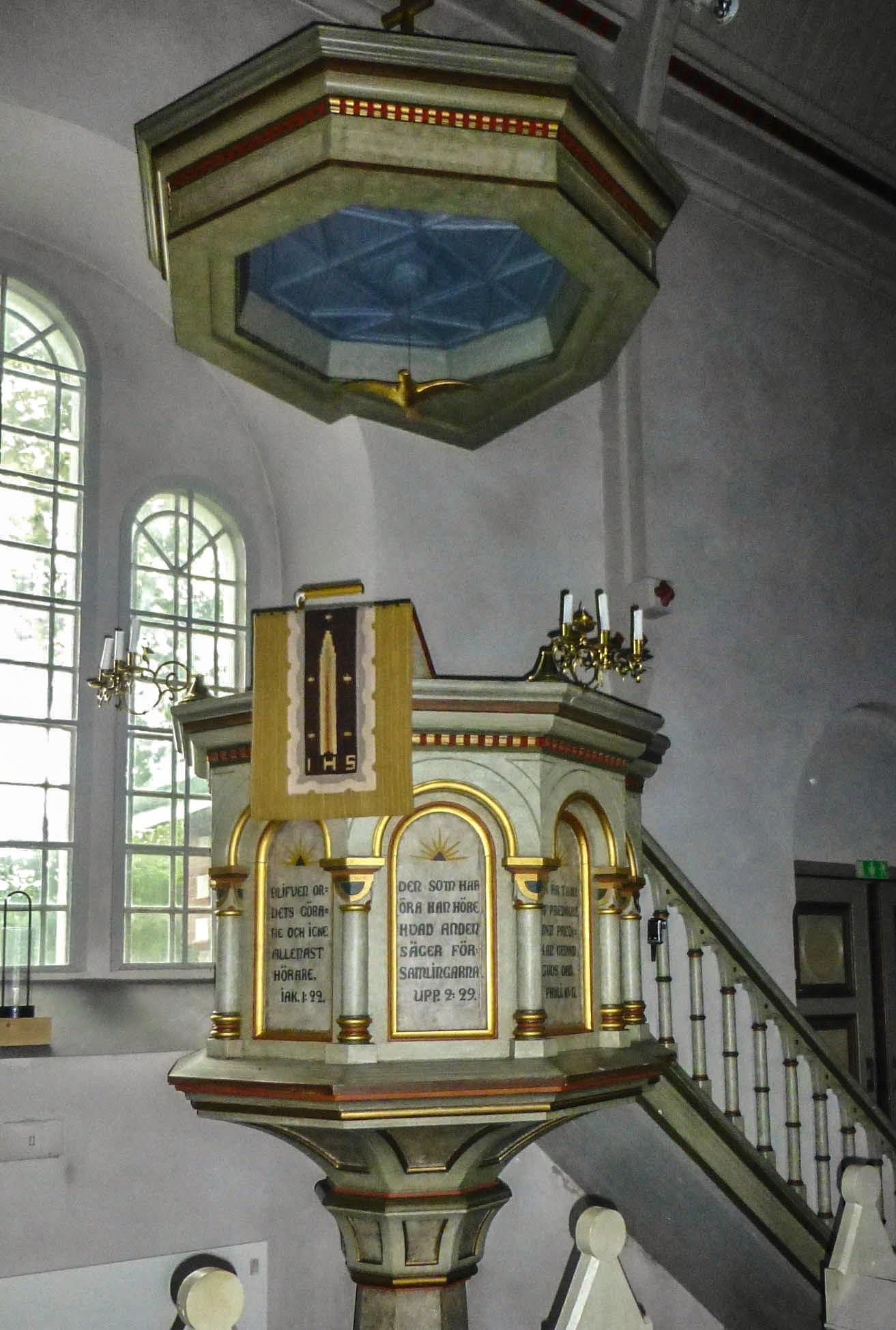
Predikstol med ljudtak.
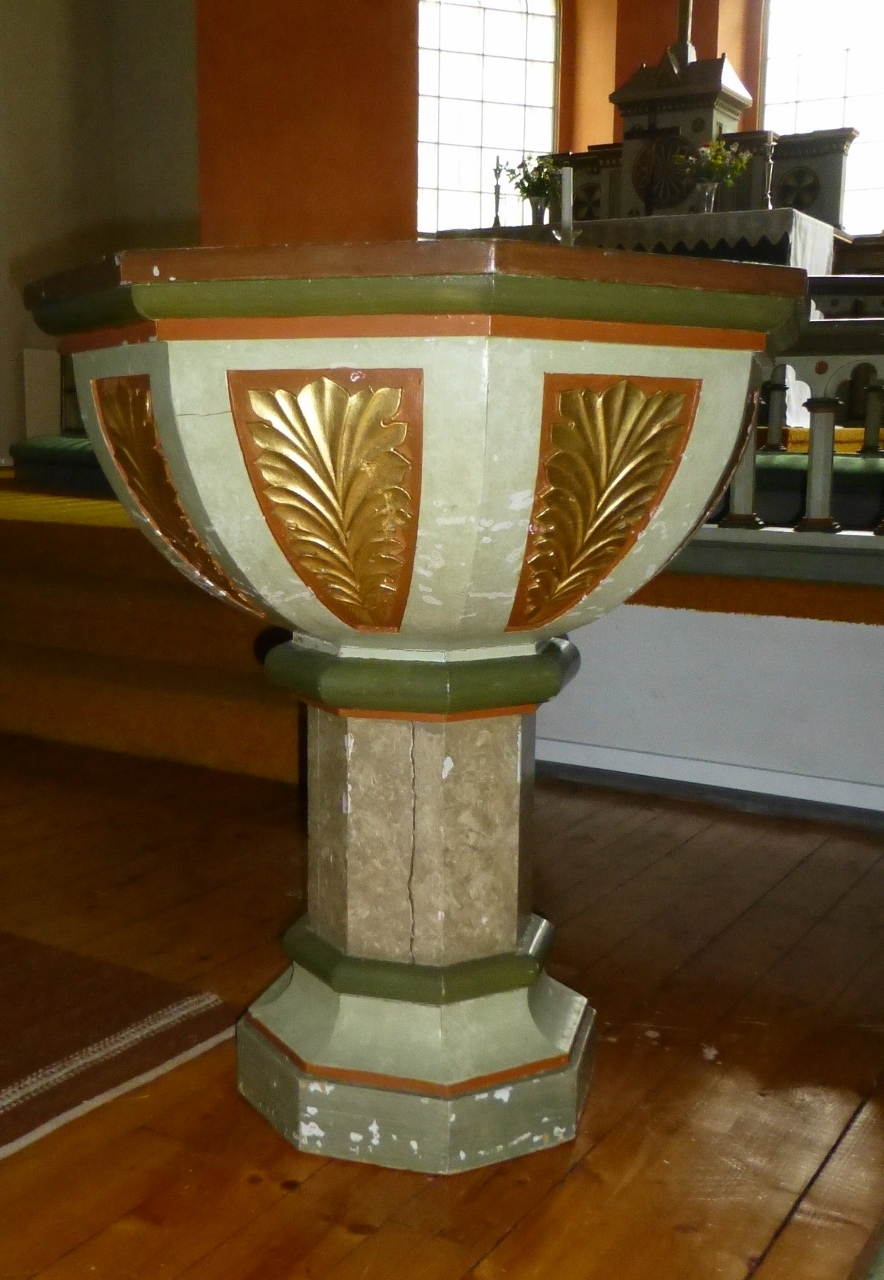
Dopfunten.
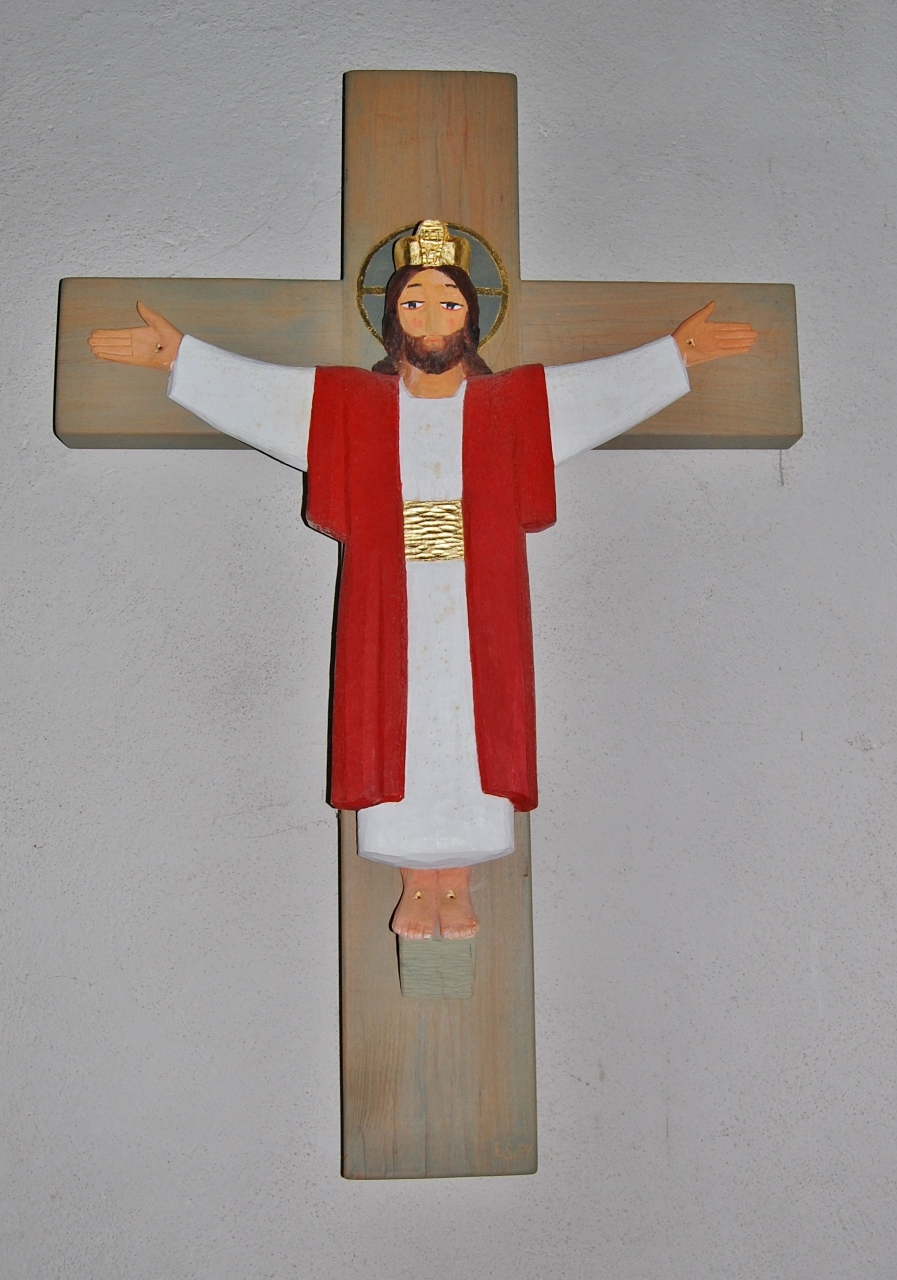
Krucifix.
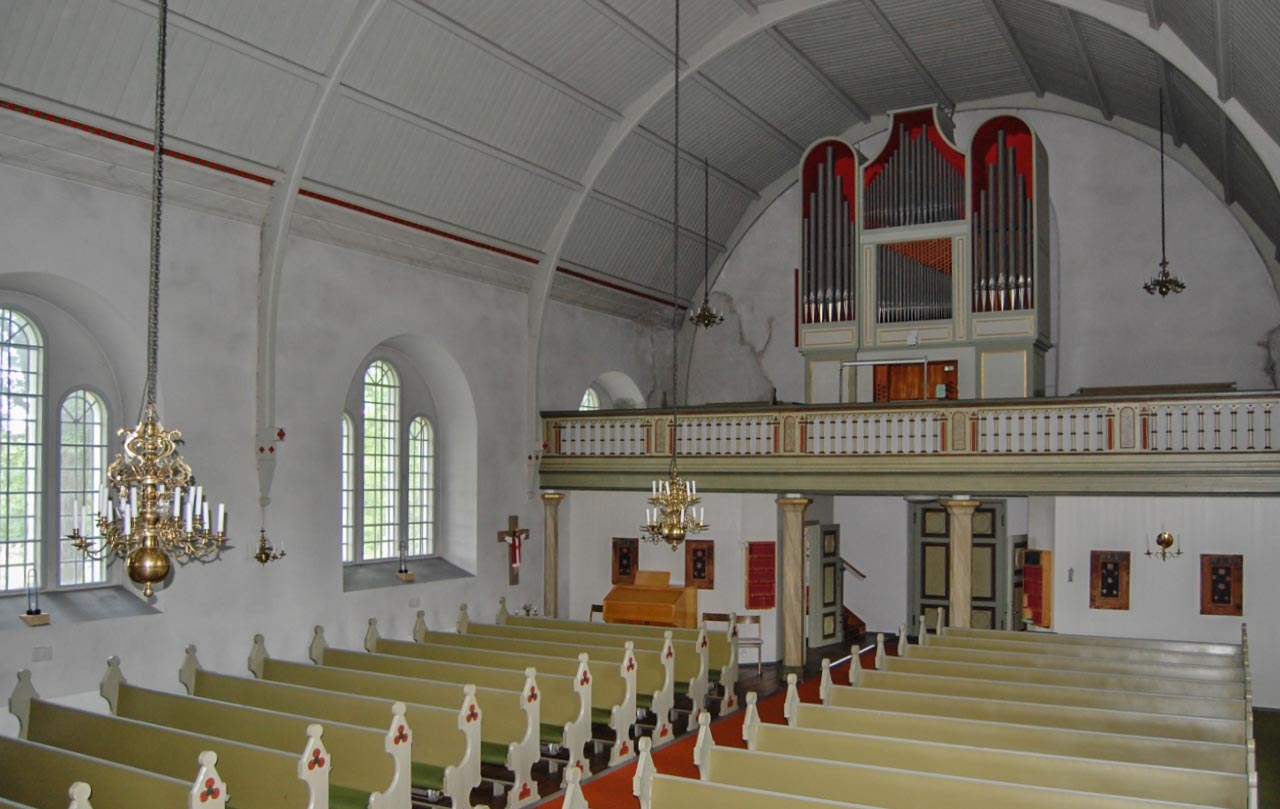
Kyrkorummet med orgelläktaren.
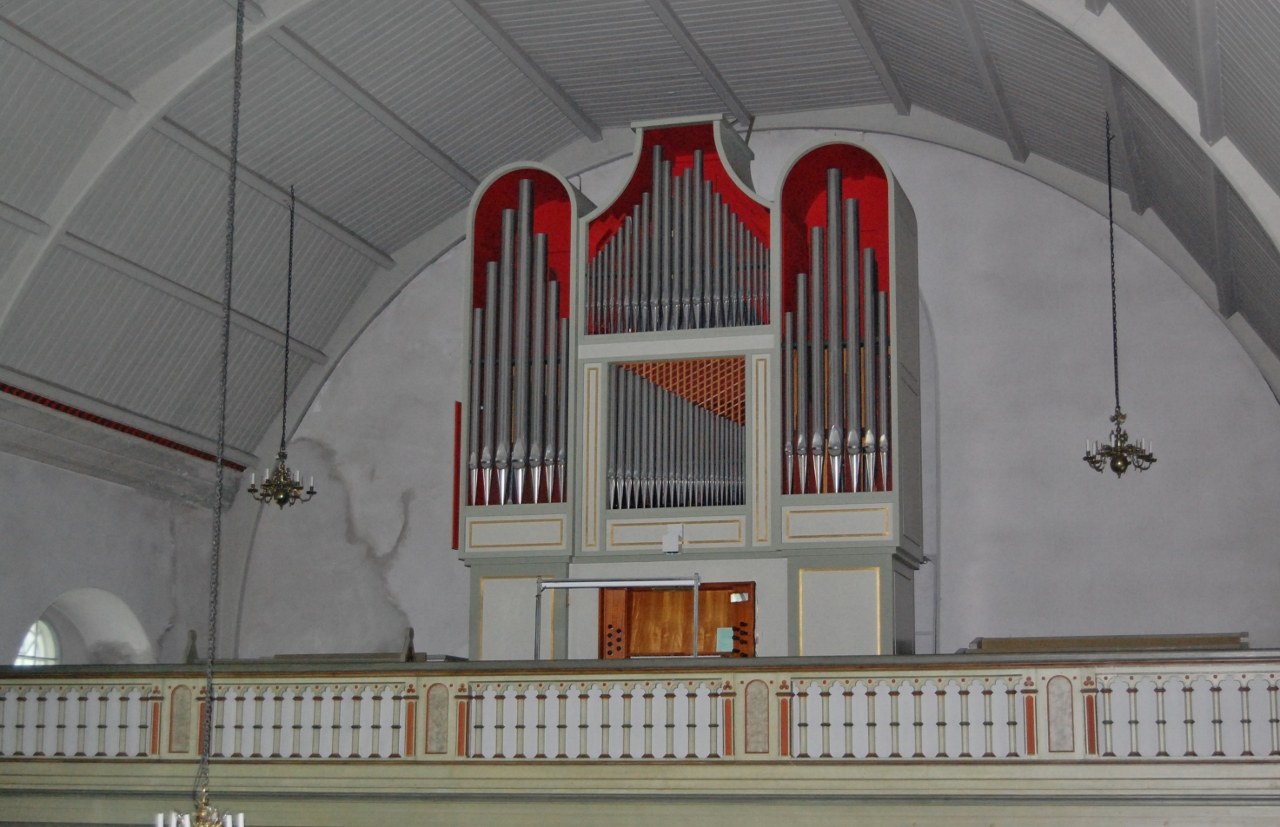
Orgeln.